# Nagy György (színművész, 1905–1945)
Nagy György (Budapest, 1905. március 5. – Harka, 1945. január 8.) magyar színész, író, illusztrátor.
Néha elgondolkozom rajta, hogy mi is vagyok én tulajdonképen? [...] Csak tengek-lengek három művészet között és remegve várom, vajjon mikor és melyikkel fogok tudni annyit keresni, hogy meg is tudjak élni?

## Életútja
A középiskola elvégzése után festőművésznek készült, Csabai Ékes Lajos magániskolájában tanult. 1923-tól a Színházi Élet munkatársa volt. 1924-től 1927-ig végezte a Színművészeti Akadémiát, közben gyakran játszott kisebb szerepeket a Nemzeti Színházban. Végzett színészként a Vígszínházban mutatkozott be Harsányi Zsolt A zenélő óra című vígjátékának Miska szerepében. 1928-tól a szegedi színház társulatának, utána budapesti színházak tagja volt: a Vígszínházban (1931–1932), a Belvárosi és a Művész Színházban (1932–1939) játszott. Körülbelül huszonöt egyfelvonásos darabot és ifjúsági regényeket is írt.
Filmszínészként először 1934-ben állt kamera elé Székely István filmjében. Összesen kilenc filmben szerepelt, általában mellékfigurákat alakított. Az 1939-ben elfogadott úgynevezett második zsidótörvény hatálybalépése után sem filmen, sem színházban nem játszhatott tovább. 1940-től alkalmanként az Országos Magyar Izraelita Közművelődési Egyesület (OMIKE) előadásain lépett fel.
1943-ban tavaszán behívták munkaszolgálatra. 1944 decemberében a nyugati határ mentén a németek állásrendszerén dolgoztatott kényszermunkások között volt. Ott halt meg 1945 elején.

## Megjelent könyvei
- Cserkész vagyok (regény, Budapest, 1924)
- A Töveserdő Robinzonjai (regény, Budapest, 1926)
- Apostolok (életkép, Szeged, 1929)
- Égszakadás földindulás (Budapest, 1941)
- Az úton végig kell menni (regény, Budapest, 1942).

## Filmszerepei
- 1938: Nehéz apának lenni
- 1938 Magdát kicsapják – Horvay István
- 1938 Két fogoly
- 1937 Szerelemből nősültem
- 1937 Viki – Feri párbajsegédje
- 1937 Hotel Kikelet – Dr. Horváth
- 1937 Pergőtűzben! – Bene István zászlós
- 1934 Búzavirág – Harsányi Béla
- 1934 Lila akác – Pali